# 커스컴
커스컴(cuscom)은 커스텀(custom←단골)과 커뮤티케이션(communication←전달)의 합성어로서, 신문·라디오·텔레비젼 같은 대중매체를 통해 전달되는 것이 아니라 유선방송처럼 특정 소수의 사람을 상대로 전달되는 것을 뜻하는 용어이다. 통신체제는 전화기나 컴퓨터의 키보드 단말기기를 통신회선으로 대형컴퓨터와 연결하여 여러 가지 계산과 정보처리를 하는 서비스이다.